# Solar and Heliospheric Observatory
El Solar and Heliosferic Observatory (SOHO) - “observatori solar i heliosfèric” en català - és una sonda espacial llançada el 2 de desembre de 1995 amb la missió d'estudiar el Sol.

## Descripció
És un projecte conjunt entre l'ESA i la NASA. Encara que originalment es va planejar com una missió de només dos anys, el SOHO continua en funcionament després de més de deu anys en l'espai. A més, actualment és la font principal de dades del Sol en temps real, tan necessàries per a la predicció del temps espacial. Ara com ara és una de les dues sondes (junt amb l′Advanced Composition Explorer) que es troben al punt de Lagrange L1.
En condicions normals la sonda transmet contínuament a una velocitat de 200 kbps fotografies, 4000 cometes i altres mesures de l'activitat solar que es reben a través de la xarxa d'espai profund Deep Space Network (DSN). Les dades d'activitat solar del SOHO s'usen per predir les flamarades solars, que tan perjudicials poden resultar per als satèl·lits. El 2003 l'ESA va comunicar la fallada d'un dels motors necessaris per reorientar l'antena cap a la Terra per transmetre les dades, fet que causa entre dues i tres setmanes de bloqueig de dades cada tres mesos. De tota manera, els científics de l'ESA i la Deep Space Network usen l'antena de baix guany juntament amb les antenes més grans de les estacions terrestres de la DSN per evitar la pèrdua de cap dada, amb només una lleugera reducció del flux de dades una vegada cada tres mesos.
Com a conseqüència de la seva observació del Sol, el SOHO ha descobert diversos cometes que passaven per davant del Sol o a les seves proximitats. Aproximadament, la meitat dels cometes coneguts actualment han estat descoberts pel SOHO.
Planificada originalment com una missió de dos anys, SOHO continua operant fa més de 25 anys a l'espai; la missió s'ha prorrogat fins a finals de 2025, subjecte a la revisió i confirmació del Comitè del Programa Científic de l'ESA.

## Instrumentació
El SOHO conté dotze instruments principals, cada un capaç d'observar de manera independent el Sol o alguna de les seves parts.
- Global Oscillations at Low Frecuence (GOLF): mesura variacions en la velocitat del so sobre el disc solar per explorar l'interior del Sol (vegeu heliosismologia).
- Variability of Solar Irradance (VIRGO): mesura oscil·lacions i la constant solar en tot el disc solar i a baixa resolució.
- Michelson Doppler Imager (MDI): mesura velocitats i el camp magnètic de la fotosfera, per estudiar la zona de convecció, que forma la capa més exterior de l'interior del Sol, just sota la fotosfera, així com els camps magnètics que determinen l'estructura de la corona.
- Solar UV Measurement of Emitted radiation (SUMER): mesura els fluxos de plasma, temperatura i densitat de la corona.
- Coronial Diagnostic Spectrometer (CDS): mesura la densitat, la temperatura i els fluxos coronals.
- Extreme UV Imaging Telescope (EIT): mesura l'estructura i l'activitat de la zona baixa de la corona.
- UV Coronagraph and Spectrometer (UVCS): coronògraf per mesurar densitat i temperatura de la corona.
- Solar Wind Anisotropies (SWAN): utilitza detectors sensibles a una longitud d'ona característica de l'hidrogen per mesurar el flux màssic del vent solar, cartografiar la densitat de l'heliosfera i observar els corrents de vent solar a gran escala.
- Charge, Element, Isotope Analysis (CELIAS): estudia la composició iònica del vent solar
- Suprathermal & Energetic Particle Analyser (COSTEP): estudia la composició d'electrons del vent solar.
- Energetic Particle Analyser (ERNE): estudia la composició d'electrons del vent solar.